# Петров Андрій Павлович (каноїст)
Петров Андрій Павлович (нар. 29 березня 1971 р.) — український спринтер-каноїст, який змагався у середині 90-х. Він виграв бронзову медаль у змаганнях на дистанції К-4 200 метрів на Чемпіонаті світу з веслування на байдарках і каное в Мехіко.
Петров брав участь у змаганнях К-4 на 1000 м на літніх Олімпійських іграх 1996 року в Атланті, але вибув у півфіналі.